# 郭查铁路
郭查铁路是中国内蒙古自治区境内的一条支线铁路，西起锡林郭勒盟苏尼特右旗的郭尔奔敖包，东到该旗境内的查干诺尔，全长46公里，设有5座车站，于1971年5月开工，12月通车。主要用作查干诺尔碱矿的开采运输。